# 親知らず

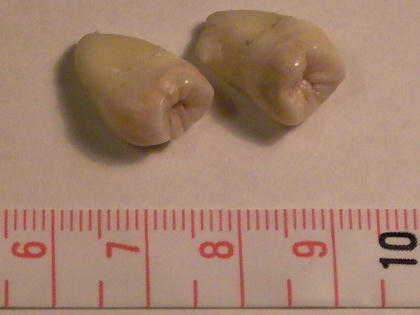
親知らず

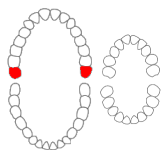
上顎第三大臼歯

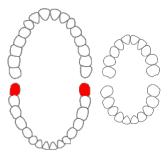
下顎第三大臼歯

親知らず・親不知（おやしらず）とは、ヒトの歯の一種。「智歯」「知恵歯」「第3大臼歯」、歯科用語では「8番」（前から8番目の歯）とも呼ばれる。おおむね10代後半から20代前半に生えてくる。すべての人が4本生えてくるわけではなく、上下左右の4本が揃わない場合もあるほか、おおむね4人に1人の割合でまったく生えてこない人もいる。

## 語源
親が歯を磨く乳児の歯の生え始めとは違い、親がこの歯の生え始めを知ることはないため、親知らずという名が付いた。
他方、『日本国語大辞典 第二版』(小学館) には、「親不知歯」として立項されており、「20～25歳ごろに生えるので、昔は親と死別していることが多いところから、この名がある」とある。「人生50年」といわれた医療技術が進展していなかった昔は、我が子の「親知らず」を見ずに亡くなる親が多かったのだろう。
異説では、乳歯を親に見立て、一般的な永久歯は乳歯が抜けた後に生えてくるが、親知らずは乳歯から生え変わらず、いきなり生えてくることが由来という説もある。
親知らずのことを英語では wisdom tooth 、フランス語では dent de sagesse、ドイツ語では Weisheitzahn、中国語では智齿（智歯）というが、これらは物事の分別がつく年頃に生える歯であることに由来する。朝鮮語では、思春期になると生えてくることから「사랑니（愛の歯）」と言われる。

## 抜歯が必要な場合

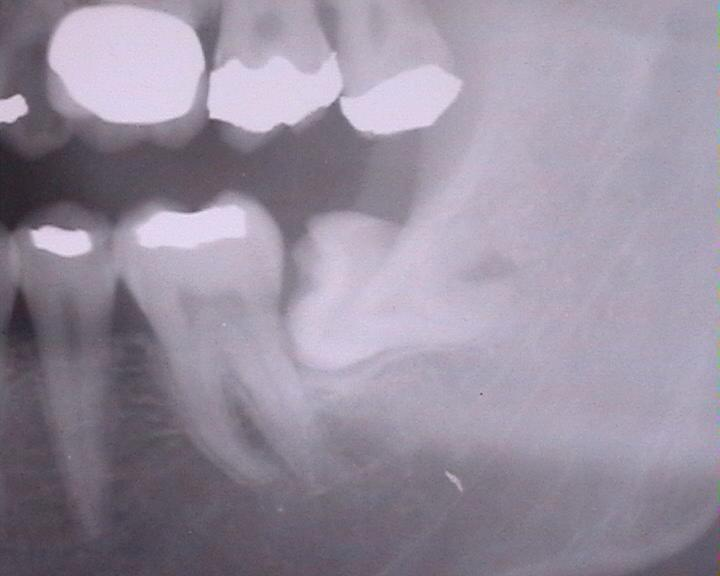
下顎水平埋伏智歯のレントゲン写真

現代の人間（特にアジア、アメリカ、ヨーロッパ系の人種など）は顎が小さく、親知らずが生えるための十分なスペースがないことが多い。このため、横向きに生えたり傾いて生えてきたりする場合がある。このような場合は歯ブラシが入りにくく、虫歯や歯肉炎になりやすい。最悪の場合には親知らずから入り込んだ菌による炎症の影響が心臓付近まで到達し、死亡することがある。
親知らずが問題を起こしている場合には、抜歯を勧められる。年齢が上がると顎骨と歯根が癒着してくることがあり、抜歯が困難になるので、若いうちの抜歯が勧められる。
抜歯の難度は上顎より下顎が難しく（顎部〈特に下唇部〉の神経が近いため）、まっすぐ生えているものより横向きに生えているもののほうが難しい。最も困難なのは下顎で横向きに生えている歯であり、この場合には歯茎を切開して顎骨を少し削り、表面に出ている歯を割って取り出したのち、埋まっている歯を抜き取る。このような難易度の高い症例では一般歯科での抜歯が難しく、総合病院の口腔外科を勧められることが多い。また、下顎部に歯全体が隙間なく埋没しているケースも難易度が高いとされる。
なお、顎骨にほぼ埋まっている状態の親知らずは埋伏智歯と称される。
局所麻酔は、下顎に対しては伝達麻酔の一種である下顎孔伝達麻酔が使われる事が多い。顎の太い神経近くに麻酔を注入するため、通常の虫歯治療で用いる浸潤麻酔よりも麻酔の強度、範囲、持続時間が大きい特徴がある。そのため麻酔の効きにくい奥歯の治療やインプラントで採用される事が多い。ただし骨や周辺の組織に強い炎症があったり、根の周囲に膿が溜まっている場合などは、組織内が酸性に傾き、麻酔が効きにくい場合がある。
一度に複数本の抜歯（例えば、親不知4本を一度に抜歯する必要があるケースなど）が必要な場合には全身麻酔を行い、手術室で行うケースも多い（口腔外科外来では不可能であるため、入院が必要となる）。ただし、1本の抜歯であっても、患者が局所麻酔で抜歯するのに不安を訴えたり、埋まっている位置が極端に深いなどの理由で抜歯に時間がかかる場合には、患者との合意が得られれば入院したうえで全身麻酔を施し、手術室で行うケースもある。
局所麻酔を用いた一般的な治療方法における治療費の目安として、日本ではレセプトの3割負担でおおよそ1本5,000円から6,000円程度。米国においては、簡単な抜歯は75–200米ドル。軟部組織の埋伏タイプの外科的抜歯は225–600米ドル。埋伏歯の場合は、250–500米ドル。いずれも保険適用なしの金額だが、アメリカの殆どの歯科任意保険では親知らずの抜歯費用もカバーしており、保険加入していれば実際の負担は2割程度となる。全身麻酔を用いた抜歯の場合は、より多額の費用がかかる。

## 親知らずの諸説
太古の昔、ヒトもかつては親知らずが正常に生えていた。大昔のヒトの食生活は、「煮る」、「焼く」などの調理技術が乏しく、木の実や生肉など硬いものをかじって食べる習慣が一般的であった。硬いものを噛み砕く力を得るために顎が大きく発達し、親知らずの生えるスペースができるため、正常に生え揃いやすい。しかし、時代を経ていくにつれ、柔らかく調理する技術が進み、現代人の顎は小さく退化したとする説がある。骨格の変化で顎が小さくなった結果、親知らずの生えるスペースが狭くなり、斜めや横など正常に生えない場合が増えているが、これはいわゆる人間の退化現象と考えられている。
ホモ・エレクトスの時代からネアンデルタール人の時代までは、ほとんど欠如が見られず正常な親知らずであった。北京原人から親知らずのサイズ縮小傾向がある。親知らずが正常に生え揃う確率は、縄文人が8割、鎌倉時代から4割に下がり、21世紀の現代は3割とさらに低下傾向である。

## 抜歯が不要な場合
親知らずが正常に生えており、上下の親知らずがきちんとかみ合って機能していれば抜く必要はない。取り立てて不都合のない場合には、しっかりと根の付いた歯を余分に得たことになる。しかし、上下の歯がきちんと噛み合っていない場合や、斜めに生えている場合、痛みや病気がある場合には、親知らずを抜いたほうが良いことが多い。
問題のない歯であれば、入れ歯やブリッジの支台として有効に使える。手前の大臼歯を失った時に代用歯として移植が可能な場合もあるが、基本的に保険外診療となる。移植できるかどうかは、移植するほう・されるほうの形状による。

## 抜歯後の症状

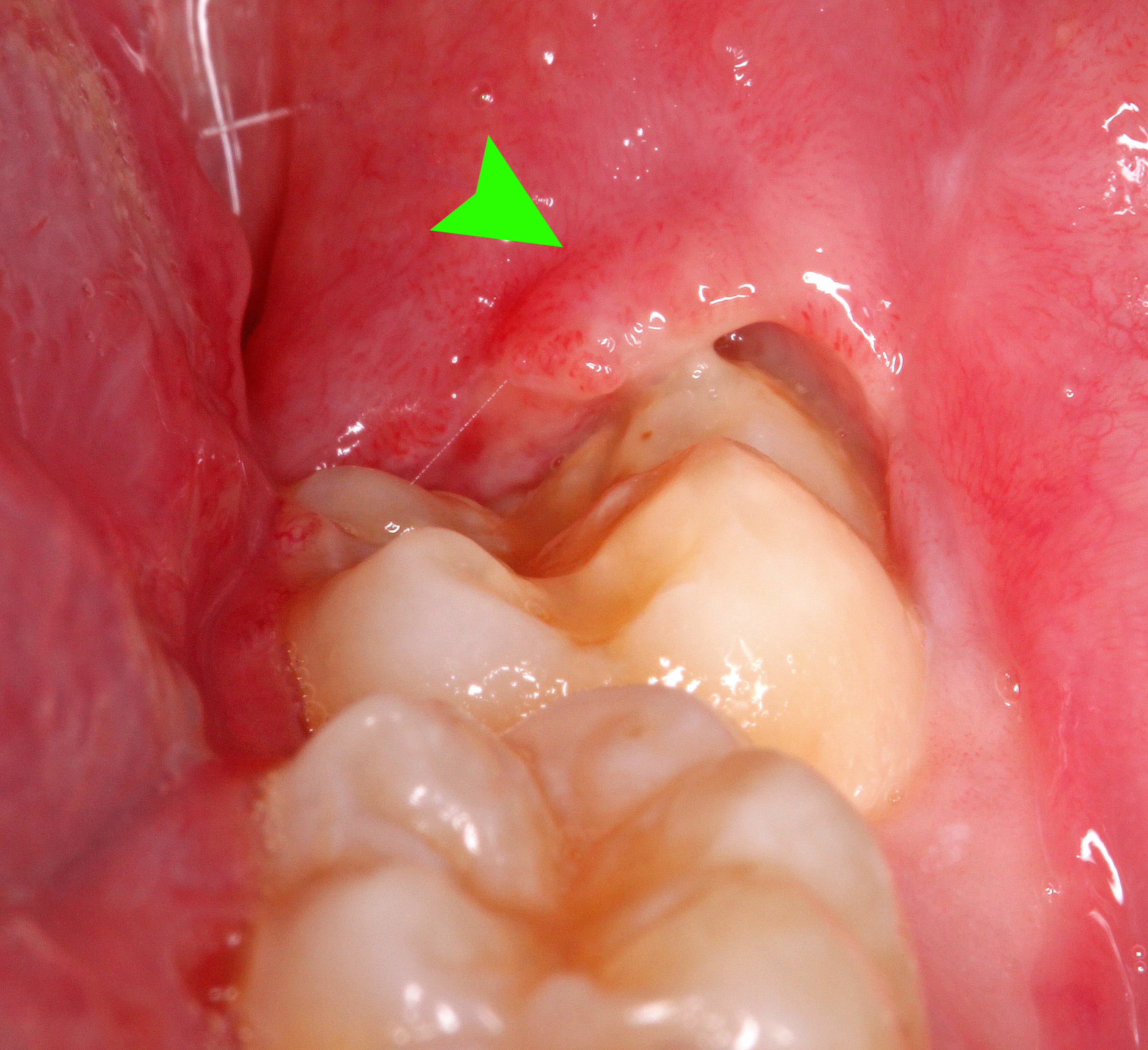
炎症と膿を伴う部分的に噴出した左下第三大臼歯上の蓋。

頬が腫れたり、発熱することがある。また、下の親知らずを抜く際に下歯槽神経を傷付けて唇や顎にしびれが出ることがまれにあるが、通常は1か月から半年ほどで元に戻る。
術後の痛みや腫れの程度は抜いた箇所と生え方によって大きく変わり、痛みの感じ方にも個人差がある。最も軽く済むのは上顎にまっすぐ生えている場合で、最も痛みと腫れが残るのは下顎に横向きに生えている場合である。親知らずの抜歯時に舌神経を損傷した場合には、味覚障害が生じる可能性がある。